# 保安街道 (志丹县)
保安街道，是中华人民共和国陕西省延安市志丹县下辖的一个街道办事处。
2015年，陕西省民政厅批复同意撤销保安镇，设立保安街道办事处。

## 行政区划
保安街道下辖以下地区：
桥南社区、桥北社区、中心街社区、红都社区、灵皇地台社区、城关村、麻地坪村、西阳沟村、沙道子村、西武沟村、冯坡村、贺咀村、孙岔村、杨畔村、壕沟村、赵圪劳村、东武沟村、新窑湾村、张沟门村、杨条村和马岔村。